# 중국계 니카라과인
중국계 니카라과인(스페인어: Sino-Nicaragüenses, 중국어: 尼加拉瓜华人)은 니카라과로 이주했거나 니카라과에서 태어난 중국 태생 이민자이다. 이들은 화교의 일부이다.
중국인들은 19세기 후반 니카라과의 카리브해 연안에 처음 도착했으며, 대부분 블루필즈, 엘블루프, 라구나데페를라스, 푸에르토카베사스와 같은 도시에 정착했다. 1879년 이전에는 카리브해 연안의 주요 해안 마을의 상업을 지배했다. 그 후 19세기 후반부터 이들은 카리브해의 태평양 저지대로 이주하기 시작했다.

## 역사
중국인들은 19세기 후반에 니카라과에 도착한 것으로 알려졌으며, 대부분 중국의 광둥성 출신이었다.  이 추정은 1920년 두 번째 인구 조사에서 중화민국 국적의 시민 400명이 니카라과에 거주한다는 사실이 밝혀지기 전까지 근거가 없는 것으로 남아있었다. 기록에 따르면, 1925년 미스키토족뿐만 아니라 자메이카, 독일, 중국인 공동체에 의해 북카리브 자치구의 푸에르토카베사스 인구가 형성되었다. 또한 블루필즈의 중국 이민자 커뮤니티는 중앙아메리카에서 가장 큰 것으로 여겨졌다. 최초의 중국 영사는 1930년에 니카라과에 왔다.
니카라과의 많은 중국인들은 상업 산업에 전념하여 사업을 시작했다. 그들은 사탕, 비누, 의류 산업에도 헌신했다. 1979년 이전에는 카리브해 연안의 주요 해안 마을의 상업을 지배했다.